# NGC 1289
NGC 1289 = IC 314 ist einer linsenförmige Galaxie vom Hubble-Typ SB0 im Sternbild Eridanus am Südsternhimmel. Sie ist schätzungsweise 124 Millionen Lichtjahre von der Milchstraße entfernt und hat einen Durchmesser von etwa 65.000 Lichtjahren.

Im selben Himmelsareal befinden sich u. a. die Galaxien NGC 1266, NGC 1287, NGC 1298, NGC 1305.
Das Objekt wurde am 1. September 1886 vom US-amerikanischen Astronomen Lewis Swift entdeckt.